# Pseudohelice annamalai
Pseudohelice annamalai — вид крабів родини Varunidae. Описаний у 2022 році.

## Розповсюдження
Ендемік Індії. Краб мешкає в мангрових заростях в гирлі річки Веллар поблизу міста Парангіпеттай в окрузі Куддалор у штаті Тамілнаду.

## Етимологія
Вид названий на честь Аннамалайського університету на знак майже 100-річного служіння в галузі освіти та досліджень як державного університету Індії. Крім того, типові зразки були зібрані в припливно-відливних зонах перед Факультетом морських наук Центру перспективних досліджень морської біології при Аннамалайського університету.

## Опис
Pseudohelice annamalai відрізняється від інших видів роду забарвленням від темно-фіолетового до темно-сірого, з неправильними світло-коричневими, жовтувато-коричневими або білими плямами на задній частині панцира. Клішні світло-коричневого кольору. Максимальна ширина панцира досягає 20 мм.

## Поведінка та екологія
Вид населяє мулисті береги мангрових лісів. Нори розташовані біля пневматофорів мангрових заростей Avicennia. Глибина нір приблизно 25-30 см. Вони розгалужені. На відміну від інших приливних крабів, цей краб не агресивний.